# Franck Junillon
Franck Junillon, francoski rokometaš, * 28. november 1978, Montpellier.